# Massimo IV di Costantinopoli
Massimo IV, noto anche con lo pseudonimo di Manasse (in greco Μάξιμος Δ΄?; fl. XV secolo), è stato un arcivescovo ortodosso e religioso greco, patriarca ecumenico di Costantinopoli dal 1491 al 1497.

## Biografia
Fu abate del monastero di Vatopedi sul Monte Athos prima di essere nominato dal patriarca Simeone I metropolita di Serres, che governò sotto il nome religioso di Manasse. 
Nei primi mesi del 1491 fu eletto patriarca di Costantinopoli con il sostegno dei monaci del Monte Athos.  Alla sua elezione cambiò il suo nome in Massimo, un caso ineguagliabile nella storia del patriarcato ecumenico perché solitamente il nome monastico veniva mantenuto per tutta la carriera ecclesiastica. Come patriarca difese i diritti dei cristiani ortodossi che vivevano in territori sotto il governo della Repubblica di Venezia. 
Durante il suo regno sorsero alcuni pettegolezzi intorno alla sua persona, non specificati dalle fonti, che portarono alla deposizione dal trono patriarcale all'inizio del 1497. 
Dopo la sua deposizione rimase attivamente coinvolto in questioni ecclesiastiche, anche complottando contro il suo successore Nefone II, fino a quando fu costretto a ritirarsi nel monastero di Vatopedi, dove morì in una data sconosciuta. 